# Kilian Werlein
Kilian Werlein (* 15. Januar 1677 in Bamberg; † 26. Jänner 1737 in St. Lambrecht) war Abt des Stiftes St. Lambrecht.

## Leben
Abt Kilian Werlein stammte aus Bamberg und erhielt daher nach seinem Eintritt in das steirische Stift St. Lambrecht den hl. Kilian zum Patron. 1725 zum Abt gewählt, erwies er sich als großer Kunstmäzen und Bauherr, der die Erweiterung der Stiftsgebäude zum Markt hin einleitete. Das bedeutendste Bauwerk aus dieser Zeit ist der Neue Prälatur genannte barocke Gästetrakt, mit dessen Errichtung 1730 unter der Leitung des Baumeisters Fidelis Hainzel begonnen wurde und dessen Rohbau 1735 fertiggestellt war. Die Innenausstattung nahm Abt Kilian noch selbst in Angriff, musste die Feinarbeiten aber seinem Nachfolger Eugen Inzaghi überlassen. In der Basilika von Mariazell ließ er den Gnadenaltar in Silber herstellen und in der Stiftskirche die barocke Kanzel einbauen.
Von Abt Kilians hoher Bildung zeugen heute noch eine handschriftlich verfasste Stiftschronik und mehrere historische Werke. Er gab auch die Mariazeller Mirakelbücher, ein Verzeichnis der in Mariazell gewirkten Wunder, heraus. Von 1733 bis 1735 war er Präses der Salzburger Benediktineruniversität.